# Jerzy Andrzejewski

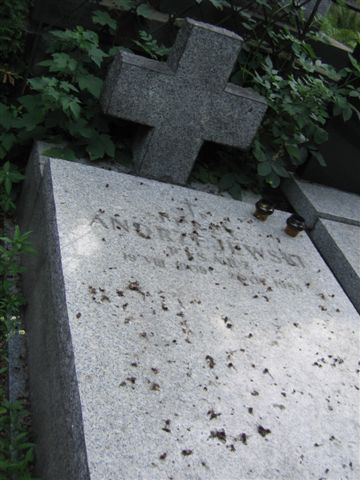
Tumba de Jerzy Andrzejewski en cementerio Powązki de Varsovia.

Jerzy Andrzejewski (pronunciado [ˈjɛʐɨ andʐɛˈjɛfskʲi] en polaco) (Varsovia, 19 de agosto de 1909-Varsovia, 19 de abril de 1983) fue un escritor polaco.

## Vida y obra
Nacido en una familia de clase media, era hijo de un tendero y de la hija de un médico de provincia. Comenzó a escribir cuentos de muy joven. Después de terminar sus estudios secundarios, ingresó en la Universidad de Varsovia, como estudiante de Literatura de Polonia, pero estaba tan ocupado escribiendo para revistas literarias como el semanario Prosto z Mostu, que descuidó sus deberes académicos y acabó dejando la universidad sin acabar los estudios.
En 1936 publicó su primer libro, con el título Drogi nieuniknione (Caminos inevitables), y dos años después, Ład Serca (1938, La armonía del corazón), ambos colecciones de cuentos que ya habían sido publicados en la revista Prosto z Mostu. El último libro mencionado fue galardonado con el premio de la Academia de Literatura de Polonia y su autor fue considerado como el escritor católico con mayor talento de su país.
Durante la Segunda Guerra Mundial, Andrzejewski perteneció a la resistencia polaca, operando en Varsovia. Retomó la publicación de su obra con el fin de la Guerra. Así, en 1945 publicó otra antología de cuentos, Noc, que reflejaba las vivencias de la guerra y de la ocupación alemana. Retomó la publicación al terminar la guerra. Se hizo miembro del Sindicato de Escritores polaco, pero la ocupación de Polonia por las tropas soviéticas provocó un cambio ideológico, por lo que la atmósfera liberal en la que se expresaban los autores desapareció en 1949 y el sindicato adoptó el modelo soviético del realismo. Ese mismo año, Andrzejewski fue elegido presidente del Sindicato de Escritores, pasando a emplear el realismo soviético en su escritura y a defender el comunismo en sus artículos periodísticos. En 1952 fue nombrado editor de Przegląd Kulturalny, un semanario cultural de gran importancia, posición que mantuvo hasta 1954. También en 1952 fue nombrado miembro del parlamento, cargo que ocupó hasta 1957, momento en que dimitió como protesta contra la censura. 
Habiendo entrado a formar parte del partido comunista en 1950, abandonó el partido tras los acontecimientos de 1956. Desilusionado con el régimen comunista de Polonia, pasó a criticar al gobierno de forma cada vez más abierta. En 1957 publicó Ciemności kryją ziemię (Los inquisidores), una parábola filosófica acerca del gobierno autocrático de ideología totalitaria. En 1968 publicó Apelacja (La apelación), que atacaba directamente al régimen comunista, por lo que no fue publicado en Polonia. 
Habiéndosele impedido publicar su obra en diversas ocasiones, Andrzejewski recurrió a editoriales dirigidas por disidentes polacos en Occidente o a la revista literaria Zapis. En 1976 fue uno de los miembros fundadores del grupo opositor (Comité de Defensa de los Obreros), formado por intelectuales, cuyo objetivo era auxiliar a las familias de los trabajadores que hacía huelga, que a menudo eran despedidos o encarcelados. Posteriormente, Andrzejewski fue un importante apoyo para el movimiento anticomunista Solidarność.
A pesar de que se le consideró en numerosas ocasiones entre los favoritos al Premio Nobel de Literatura, nunca le fue concedido. Es conocido su alcoholismo, que durante sus últimos años puede haber dificultado su producción literaria.  Andrzejewski, que era homosexual, murió de un ataque al corazón en Varsovia, en 1983. El 23 de septiembre de 2006, se le concedió póstumamente el rango de Comandante de la Orden Polonia Restituta de manos del presidente Lech Kaczyński.
Andrzejewski es Alfa en el libro La mente cautiva de Czesław Miłosz.

## Adaptaciones cinematográficas
Dos de sus novelas, Cenizas y diamantes, sobre la situación de la posguerra inmediata en Polonia, y Semana Santa, que trata del levantamiento del Gueto de Varsovia, han sido adaptadas para el cine por el oscarizado director de cine polaco Andrzej Wajda.

## Publicaciones
Selección de libros publicados:
- Drogi nieuniknione (1936)
- Ład serca (1938)
- Apel (1945)
- Noc (1945)
- Święto Winkelrida (con Jerzy Zagórski; 1946)
- Popiół i diament (1948)
- Aby pokój zwyciężył (1950)
- O człowieku radzieckim (1951)
- Partia i twórczość pisarza (1952)
- Ludzie i zdarzenia 1951 (1952)
- Ludzie i zdarzenia 1952 (1953)
- Wojna skuteczna, czyli opis bitew i potyczek z Zadufkami (1953)
- Książka dla Marcina (1954)
- Złoty lis (1955)
- Ciemności kryją ziemię (1957)
- Niby gaj (1959)
- Bramy raju (1960)
- Idzie skacząc po górach (1963)
- Apelacja (1968)
- Prometeusz (1973)
- Teraz na ciebie zagłada (1976)
- Już prawie nic (1979)
- Miazga (1979)
- Nowe opowiadania (1980)
- Nikt (1983)
- Gra z cieniem (1987)
- Z dnia na dzień. Dziennik literacki 1972-1979 (1988)
- Zeszyt Marcina (1994)
- Cesarz Heliogabal

### Traducciones al español
- Cenizas y diamantes (1966; la adaptación cinematográfica ganó el premio internacional de la crítica del Festival de Cine de Venecia de 1959)
- Helo aquí que viene saltando por las montañas (1969)
- Las puertas del paraíso (2004; traducción al español de Sergio Pitol. La novela se ambienta durante la Cruzada de los niños y es famosa por su homoerotismo y por estar escrita en dos párrafos, el primero de 180 páginas y el segundo de una línea, sin ningún punto y seguido).